# Gleichenia elongata
Gleichenia elongata är en ormbunkeart som beskrevs av Bak. Gleichenia elongata ingår i släktet Gleichenia och familjen Gleicheniaceae. Inga underarter finns listade.